# Plutomurus baschkiricus
Plutomurus baschkiricus is een springstaartensoort uit de familie van de Tomoceridae. De wetenschappelijke naam van de soort is voor het eerst geldig gepubliceerd in 1900 door Skorikow.